# Rietschen
Rietschen, in alto sorabo Rěčicy, è un comune di 2.857 abitanti della Sassonia, in Germania.
Appartiene al circondario (Landkreis) di Görlitz (targa GR) ed è parte della comunità amministrativa (Verwaltungsgemeinschaft) di Rietschen.